# Ансамбл
Ансамбл (франц. ensemble - заједница, скуп, група) може имати више значења.
Прво значење је уопштено и значи целину, скуп и заједницу.
Ипак, најчешћа конотација овог појма везује се за групу уметника, па тако у музици ансамбл јесте састав или група музичара или певача. То може бити група инструменталних музичара у камерном ансамблу - од троје до двадесетак музичара: трио, квартет, квинтет, секстет, октет итд, али и симфонијски оркестар. Ансамблом се сматра и хор певача.
У теорији музике, ансамбл је тип музичког слога солистичке полифоније и хомофоније који се разликује од хорког вишегласја.
Ансамблом се могу назвати и музичко-драмски делови сценских дела као што су опера сериа, опера буфа, оперета и мјузикл, али и већих вокално-инструменталних дела типа: ораторијум, кантата и концерт. У оба случаја заједнички наступа група уметника.
У позоришном смислу, ансамбл чини скуп глумаца, то јест групу за заједничко извођење сценског дела. То уопштено може бити окупљено уметничко особље (глумци, редитељи, сценографи, костимографи и др), обично у сталном ангажману. Ансамбл могу чинити и скуп глумица и глумаца али и других уметничких извођача окупљених зарад извођења једне представе, тј. пројекта.Тако у већим позоришним кућама постоје драмски, оперски, балетски и други ансамбли.
У модној терминологији, ансамбл је комплет женске одеће коју чине капут и сукња.